# 皮斯基 (瓦爾基區)
49°49′28″N 35°39′55″E / 49.82444°N 35.66528°E
皮斯基（烏克蘭語：Піски）是位於烏克蘭東部的村莊，由哈爾科夫州博霍杜希夫區的瓦爾基市鎮負責管轄。該村面積3.89平方公里，海拔高度116米，2001年人口83，人口密度每平方公里21.3人。